# Лероа Сане
Лероа Азиз Сане (фр. Leroy Aziz Sané; 11. јануар 1996) њемачки је фудбалер сенегалско-францускога порекла. Тренутно наступа за њемачког прволигаша Бајерн Минхен и фудбалску репрезентацију Њемачке на позицији офанзивног везног.
Сане је фудбалом почео да се бави од малих ногу. Након три године у младом тиму Шалкеа, потписао је први професионални уговор са Шалкеом 21. марта 2014 године. Након три сезоне у Шалкеу, у августу 2016 прешао је у Манчестер Сити за 43,5 милиона евра. С Грађанима је освојио двије титуле Премијер лиге, два Лига купа и ФА куп. Затим се придружио Бајерну из Минхена у јулу 2020. године, за око 55 милиона евра. 
За репрезентацију Њемачке до 19 година дебитовао је у августу 2015, након што се нашао на списку фудбалера за мечеве против Данске и Азербејџана. За репрезентацију Њемачке до 21 годину дебитовао је 3. септембра, на мечу против Данске. За репрезентацију Њемачке дебитовао је 13. новембра 2015, у поразу 2:0 од Француске.
Дана 30. септембра 2017, на мечу против Челсија, Сане је поставио нови рекорд Премијер лиге, трчећи 35.48 km/h. Добио је награду за најбољег фудбалера Премијер лиге за октобар 2017, поставши тако тек други Њемац који је добио награду за најбољег фудбалера мјесеца у Премијер лиги, након Јиргена Клинсмана који је награду добио 1994. Такође, добио је награду за најбољег младог играча Премијер лиге за сезону 2017/18, поставши тако други играч Манчестер Ситија који је освојио награду, након Петера Барнса, који је освојио у сезони 1975/76.

## Клупска каријера

### Почетак каријере
Фудбалом је почео да се бави 2001. године, у млађим категоријама Ватеншејда, за који је његов отац — Сулејман Сане играо на почетку каријере. Године 2005, прешао је у Шалке 04, док је три године касније прешао у Бајер Леверкузен. У Леверкузену се задржао такође три године, након чега се 2011. вратио у академију Шалкеа.

### Шалке 04
На дан 21. марта 2014. године, Сане је потписао трогодишњи уговор са Шалкеом, до 30. јуна 2017. У Бундеслиги дебитовао је 20. априла 2014, на утакмици против Штутгарта. Ушао је у игру у 77.. минуту, умјесто Макса Мејера, Шалке је поражен 3:1.

### Бајерн Минхен
Дана 3. јула 2020. године, Сане је званично постао фудбалер Бајерна. Уговор је потписао на пет година, а медији су пренијели да је цијена трансфера износила од 55 до 60 милиона евра.

## Трофеји

### Манчестер Сити
- Премијер лига (2) : 2017/18,[15] 2018/19.
- ФА куп (1) : 2018/19.
- Енглески Лига куп (2) : 2017/18,[16] 2018/19.
- ФА Комјунити шилд (2) : 2018, 2019.

### Бајерн Минхен
- Бундеслига (4) : 2020/21, 2021/22, 2022/23, 2024/25.
- Суперкуп Немачке (2) : 2021, 2022.
- УЕФА суперкуп (1) : 2020.
- Светско клупско првенство (1) : 2020.

### Индивидуални
- Најбољи млади играч Премијер лиге (1) : 2017/18.[11]
- Најбољи играч мјесеца Премијер лиге (1) : октобар 2017.[17]